# Ribonuclease

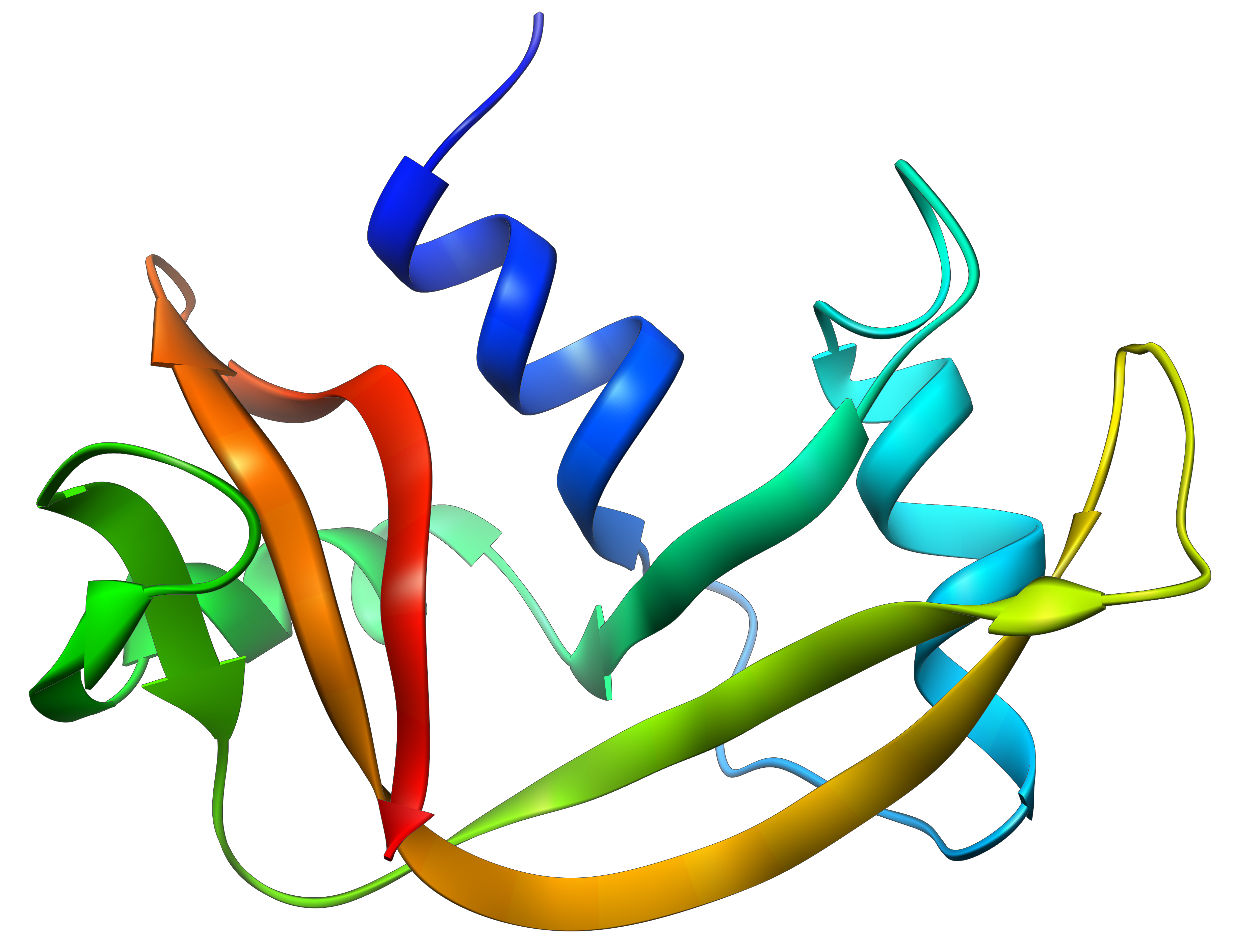
Bandmodel van RNase van het rund (Bos taurus).

Ribonuclease (gewoonlijk afgekort door RNase) is een enzym, onderdeel van de groep nucleasen, dat de degradatie van RNA katalyseert. Ribonuclease is een hydrolase: een enzym dat de chemische binding fosfodi-esterbinding hydrolyseert, zonder uiteindelijk deel te nemen aan de reactie. Daarom behoort ribonuclease tot de groep katalysatoren.
Ribonucleasen komen in alle levende wezens voor en zijn van wezenlijk belang voor de stofwisseling in een cel. In de menselijk celstofwisseling zijn ongeveer 50 RNasen bekend. Inmiddels zijn negen menselijke RNasen bekend die een rol spelen in zeldzame erfelijke ziekten.
Ribonucleasen worden onderverdeeld in endonucleasen en exonucleasen. Er zijn verscheidene klassen en subklassen van bekend die vallen onder het EC-nummer 2.7 (fosforolytische enzymen) en EC-nummer 3.1 (hydrolytische enzymen) enzymklassen. De 'International Union of Biochemistry and Molecular Biology' heeft de EC-nummers 3.1.26.- en 3.1.27.- gereserveerd voor de endonucleasen en de EC-nummers 3.1.13.- en 3.1.14.- voor exonucleasen. Terwijl er nog weinig nucleasen bekend zijn die zowel RNA als DNA hydrolyseren, EC-nummers (3.1.15.- en 3.1.16.-). Het handelt hier om zowel enkel- als dubbelstrengig RNA, hierin wordt geen onderscheid gemaakt in de indeling van RNase.
Christian Anfinsen heeft in 1972 de Nobelprijs voor de Scheikunde ontvangen voor zijn werk aan ribonucleasen.

## Functie
Alle levende wezens bezitten RNasen in de cellen. Daarin hebben ze verschillende functies:
- 1. verwijderen van afgedankt RNA;
- 2. vernietiging van RNA-virussen in een cel;
- 3. spelen een rol in andere immunisatieprocessen zoals RNA-interferentie.

## Numerieke classificatie
Ribonucleasen zijn volgens het enzymclassificatiesysteem van het "Nomenclature Committee of the International Union of Biochemistry and Molecular Biology" (NC-IUBMB) ingedeeld onder de hydrolasen (EC-nummer 3). De ribonucleasen behoren samen met de fosfodi-esterases, lipases en fosfatases tot de esterases (EC-nummer 3.1), een ondergroep van de hydrolasen. Ze breken esters af. De esterasen waartoe de ribonucleasen behoren en die nucleïnezuren afbreken, worden ingedeeld in de groepen EC-nummer 3.1.11 - EC-nummer 3.1.31.